# Dorfkirche Sachsendorf (Wurzen)

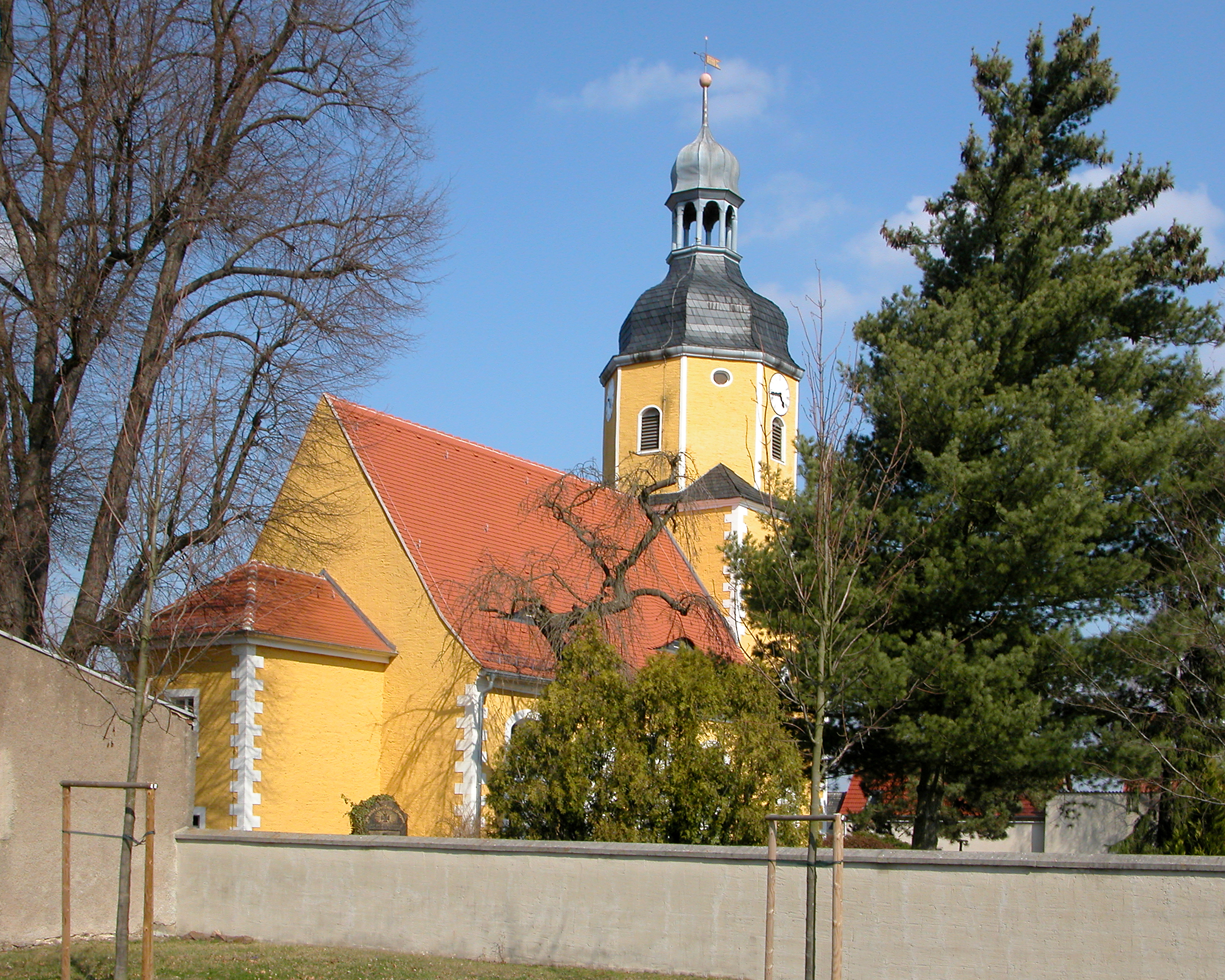
Dorfkirche Sachsendorf

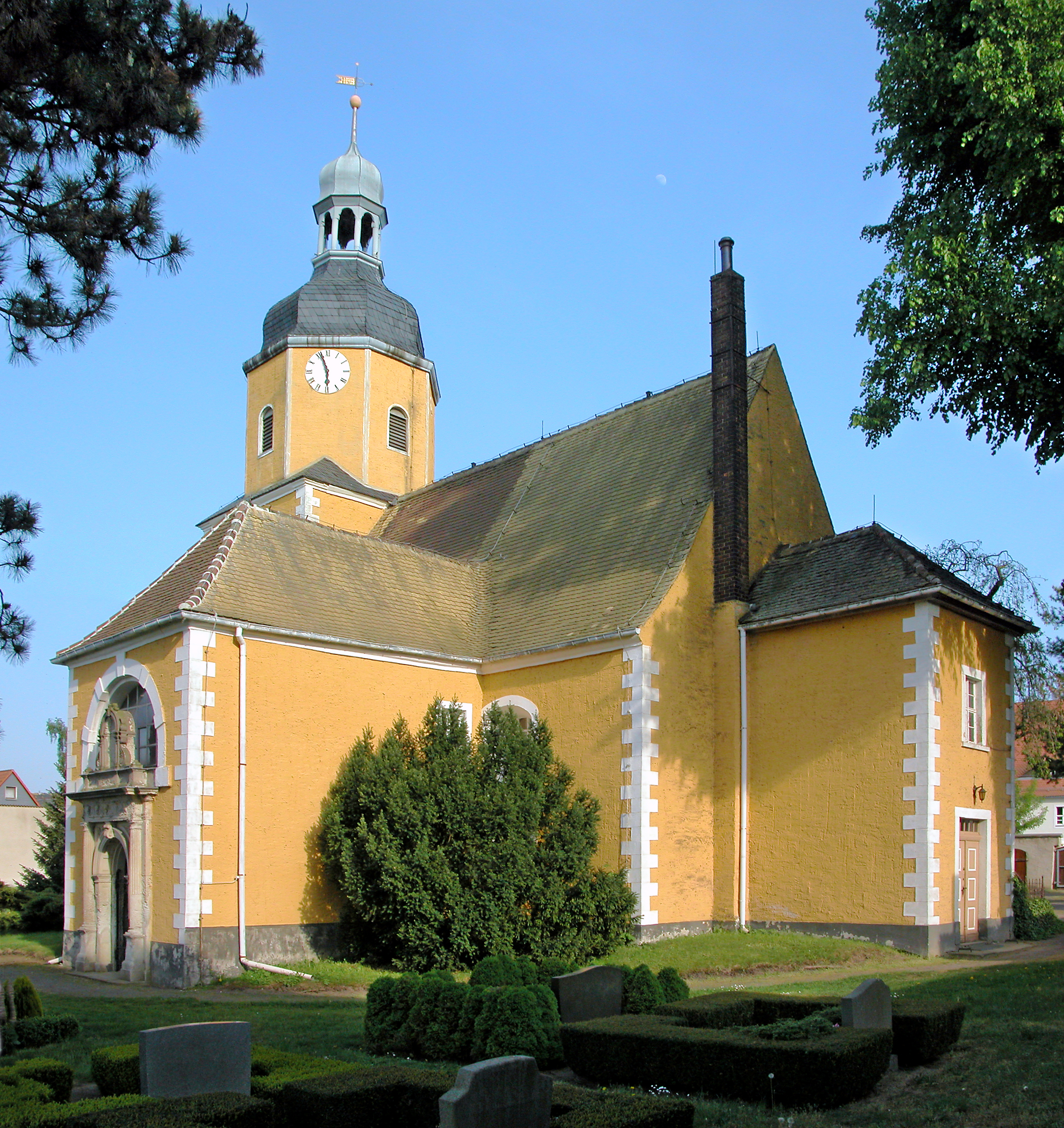
Nordwestansicht

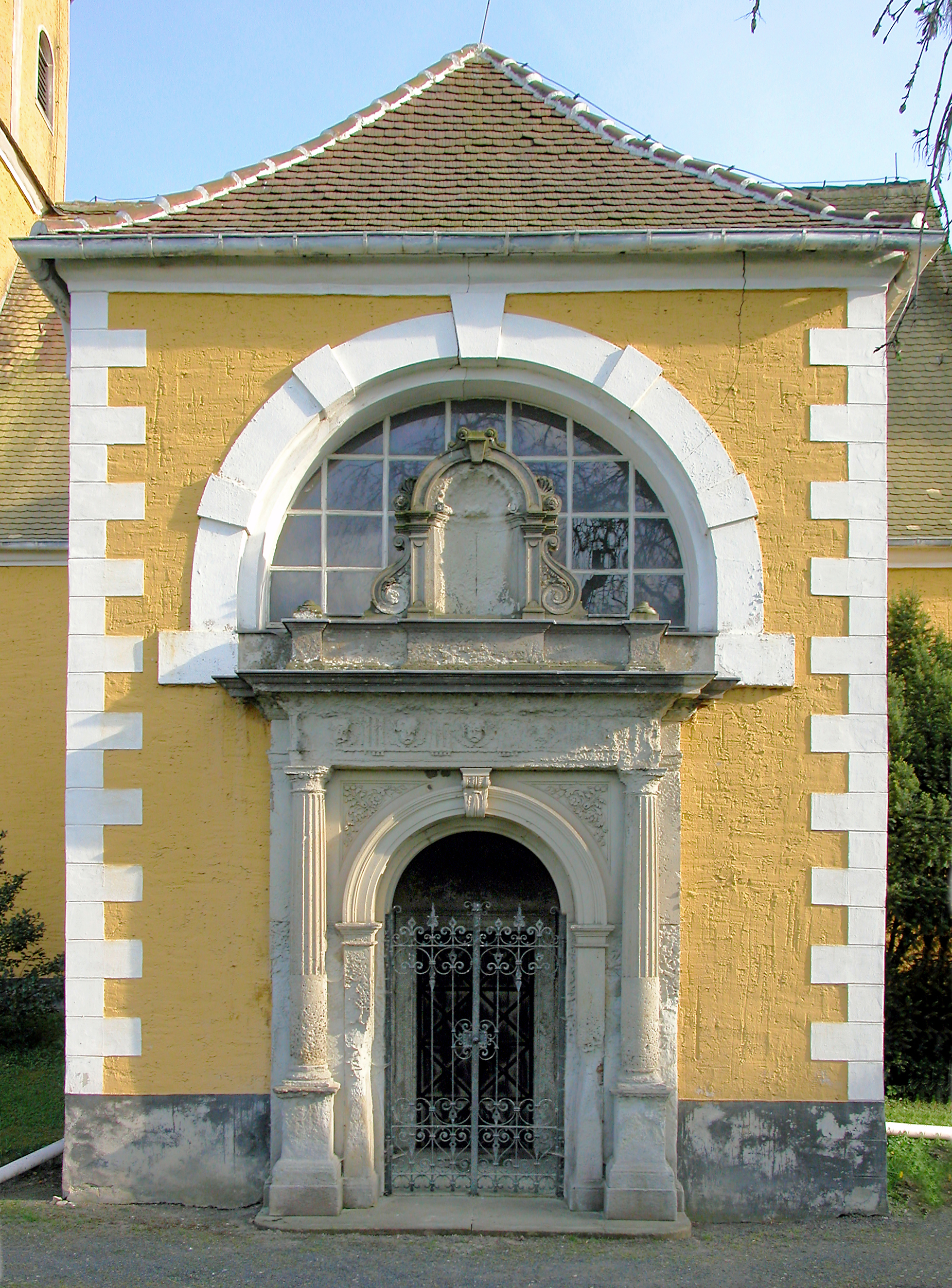
Portal

Die evangelische Dorfkirche Sachsendorf ist eine im Kern romanische Saalkirche im Ortsteil Sachsendorf von Wurzen im Landkreis Leipzig in Sachsen. Sie gehört zur Kirchengemeinde Wurzen und Kühren-Burkartshain im Kirchenbezirk Leipziger Land der Evangelisch-Lutherischen Landeskirche Sachsens und kann in der Regel nicht besichtigt werden.

## Geschichte und Architektur
Die Dorfkirche Sachsendorf ist eine ursprünglich romanische Chorturmkirche, die nach einem Brand im Jahr 1693 bis 1698 wiederaufgebaut wurde. Im Jahr 1724 wurde die Herrschaftsloge angebaut; die Sakristei wurde 1834 abgerissen und an anderer Stelle wiederaufgebaut und im Jahr 1839 neue Fenster eingebaut. Die Vorhalle wurde 1849 angebaut. Eine Restaurierung erfolgte im Jahr 1876, eine Ausmalung 1876 durch Hausmann aus Dresden, weitere Restaurierungen in den Jahren 1979–86 und 1991–95.
Die Kirche ist ein verputzter Bruchsteinbau mit eingezogenem Turm, der mit einem oktogonalen Fachwerkaufsatz und welscher Haube sowie mit einer Apsis versehen ist. An der Südseite des Turmes ist die Sakristei angebaut, die ebenfalls als Fachwerkbau ausgeführt ist.
Im Innern ist das Bauwerk flachgedeckt, mit einfachen Emporen an der Süd- und Westseite, an der Nordseite ist die Patronatsloge der Rittergutsbesitzer von Sachsendorf eingebaut, in der Südwestecke eine kleine Loge der Rittergutsbesitzer von Wäldgen (Gemeinde Kühren-Burkartshain, Muldentalkreis). Ein hoher Rundbogen führt zum Chor mit einer Ausmalung in Jugendstilformen.

## Ausstattung
Der Altar und die Kanzel stammen vermutlich aus dem Jahr 1724 und wurden um 1900 verändert. Die kelchförmige Taufe aus Sandstein mit Jugendstilelementen wurde um 1900 geschaffen. Sandsteinreliefs aus der Zeit um 1500 in Kielbogenrahmung an der Chornordwand zeigen die Anbetung des Kindes gegenüber der Kreuzabnahme mit filigranem Rankenwerk und die Grablegung. Zwei kleine Tafeln an der Südempore aus der Zeit um 1480 zeigen Apostel- und Evangelistendarstellungen in jeweils fünf Feldern unter plastischen Dreipässen.
Vermutlich aus Süddeutschland stammen zwei lebensgroße, vollplastische Schnitzfiguren stellen die Mondsichelmadonna von 1470 und den heiligen Mauritius vom Ende des 15. Jahrhunderts dar.
Die Orgel ist ein Werk von Emil Wiegand aus Witznitz bei Borna aus dem Jahr 1866.